# Вуллерсдорф
Вуллерсдорф (нем. Wullersdorf) — ярмарочная коммуна (нем. Marktgemeinde) в Австрии, в федеральной земле Нижняя Австрия. 
Входит в состав округа Холлабрун.  Население составляет 2404 человека (на 31 декабря 2005 года). Занимает площадь 63,91 км². Официальный код  —  31051.